# Katharine B. Blodgett

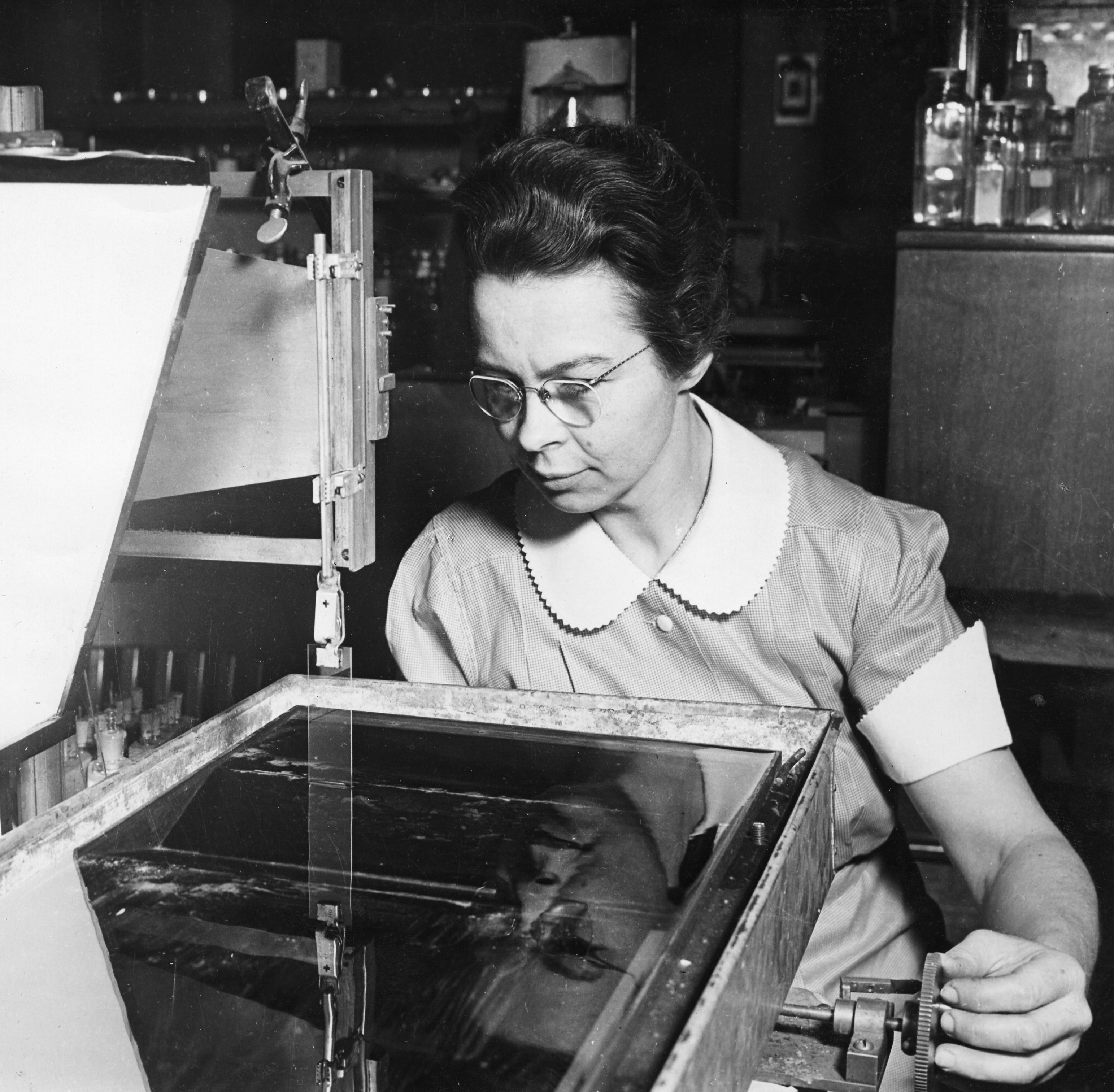
Katharine Burr Blodgett (1938)

Katharine Burr Blodgett (* 10. Januar 1898 in Schenectady, New York; † 12. Oktober 1979 ebenda) war eine US-amerikanische Physikerin und die erste Frau, die 1917 in den Forschungslabors der General Electric (GE) eine Anstellung als Wissenschaftlerin fand. Dort assistierte sie Irving Langmuir, der sich mit Forschungsarbeiten zu monomolekularen Beschichtungen beschäftigte. Blodgett gelang es, Langmuirs Theorien praktisch umzusetzen (Langmuir-Blodgett-Schichten) und entwickelte somit die erste nichtreflektive Beschichtung von Glas- und Metalloberflächen.
Katharine Blodgett war 1926 die erste Frau, die einen Doktorgrad in Physik an der Universität Cambridge erwarb. 1951 wurde sie mit der Garvan-Olin-Medaille der American Chemical Society ausgezeichnet. 1939 wurde sie Fellow der American Physical Society. Sie war Ehrendoktor mehrerer Hochschulen, so der Brown University.
Das Institute of Physics vergibt ihr zu Ehren die Katharine Burr Blodgett Medal.